# Pharaïldis van Gent

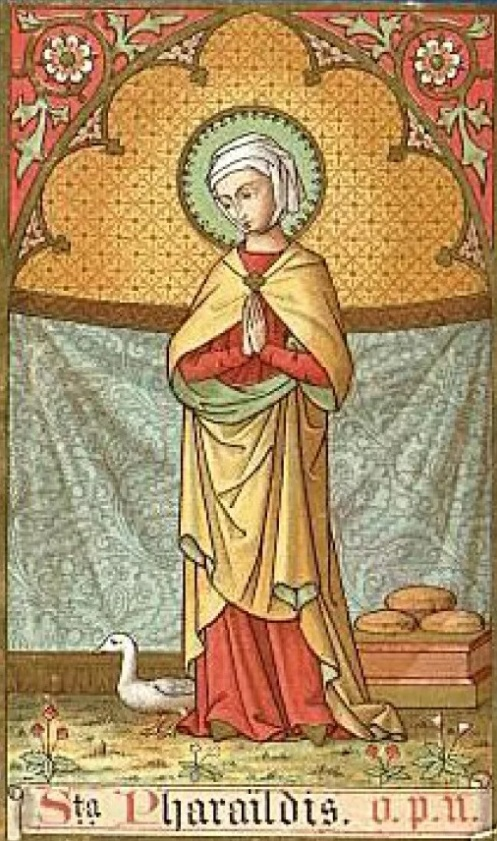
Pharaïldis van Gent

Pharaïldis of Veerle van Gent (ong. 650 – Bruay, ong. 740) is een heilige in de Rooms-Katholieke Kerk. Varianten van de naam zijn onder andere ook: Farailda, Faralda, Verhilden, Veerhilde, Verele. De plaatsnaam Veerle (Laakdal) heeft overigens niets met haar te maken. Haar feestdag valt op 4 januari.

## Heiligenleven
Volgens haar Vita Pharaildis was ze de dochter van een zekere Merovingische graaf Theodoricus. In de Vita Gudilae wordt ze daarentegen voorgesteld als een zuster van Sinte Goedele en derhalve dochter van hertog Witger van Lotharingen en Amalberga van Maubeuge. 
Alhoewel ze een gelofte van maagdelijkheid had afgelegd, werd zij tot een huwelijk gedwongen met een edelman. Zij werd mishandeld omdat zij haar gelofte van maagdelijkheid trouw bleef en uit argwaan omdat zij 's nachts in de kerk ging bidden. Zelfs als weduwe was zij nog maagd. 
In de late middeleeuwen ontstond, waarschijnlijk in Wambeek bij Steenokkerzeel, een verhaal dat Sint-Veerle de drie broden van een buurvrouw in steen had veranderd nadat deze haar verzoek om brood had geweigerd. Deze traditie gaat minstens terug tot 1342. Op de plek Geetbroek bij Wambeek kwam er in 1383 een Sint-Veerlekapel met relieken, die vier keer is afgebroken en herbouwd. Door het Gentse Sint-Baafskapittel werden in 1685 enkele relikwieën van haar geschonken aan de Sint-Veerlekapel van Wambeek.

## Verering

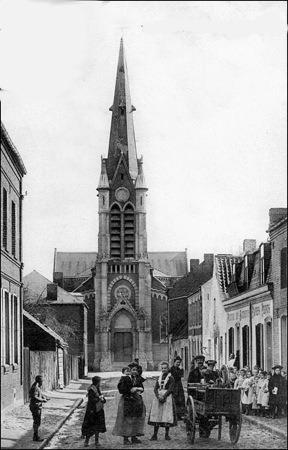
Kerk van Sint-Veerle te Bruay-sur-l'Escaut

In 754 werden relikwieën van haar door abt Agilfridus vanuit Bruay (bij Valenciennes) overgebracht naar de Sint-Baafsabdij te Gent, wat een intense vereringscultus inluidde, met een naar haar genoemde kerk en kapittel tot resultaat. 

De Keyser vermeldde in 1939 een in de Gentse Sint-Niklaaskerk bestaande traditie om jaarlijks op 4 januari twee stenen broden tentoon te stellen in de plaatselijke aan haar gewijde kapel. Hoewel hij daarbij ook foto's hiervan publiceerde lijken zowel de traditie als de broden er nu verdwenen.

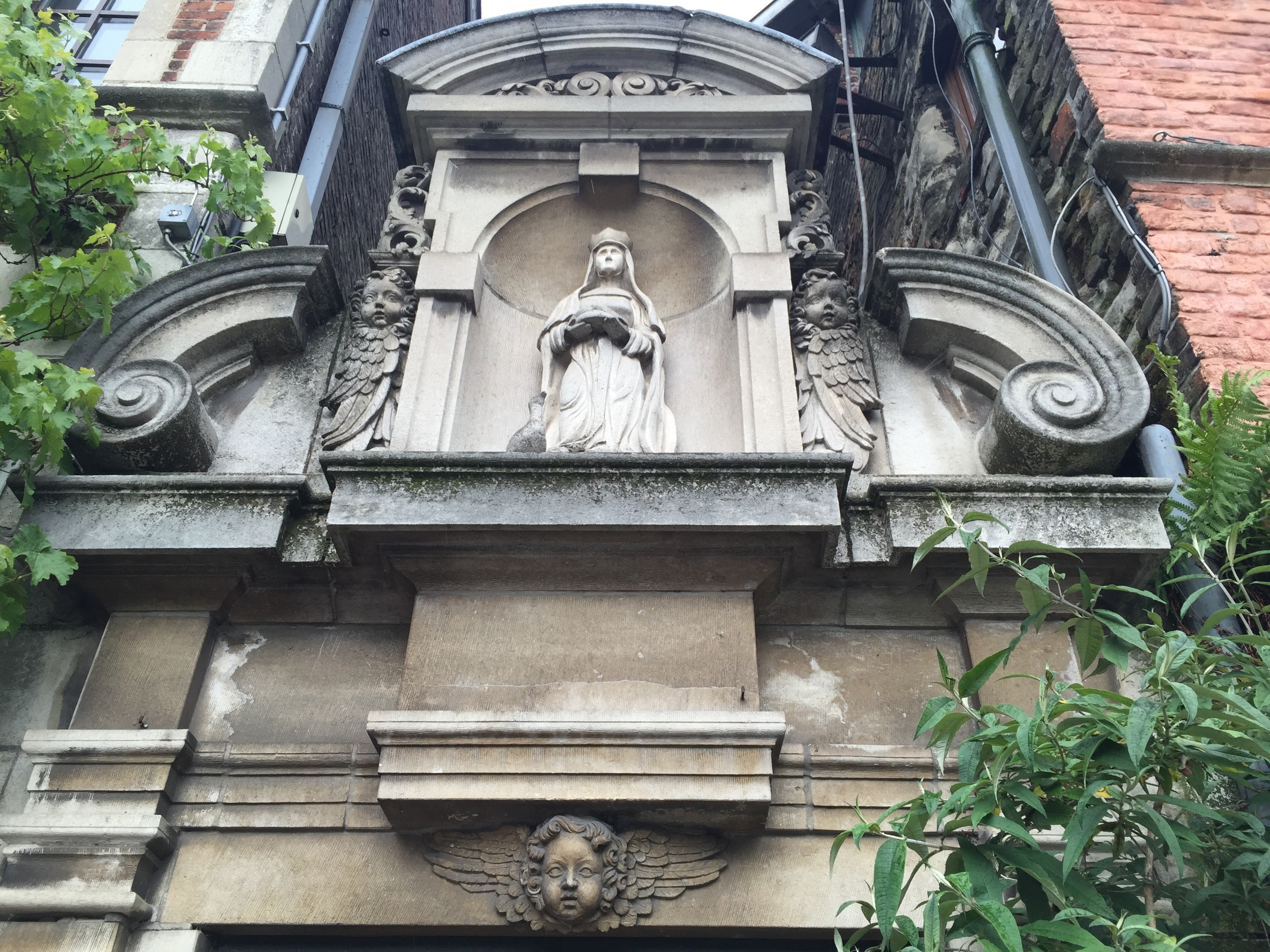
Beeldje van Sint-Veerle, met gans en stenen broden, op het gelijknamige plein, Gent

In Bruay bestond er reeds in 801 een Sint-Veerlekerk, ze werd door de Noormannen verwoest toen dezen in 879-883 vanuit Gent opereerden en werd na 914 weer opgebouwd. In zijn Chronique rimée uit de 13e eeuw noemt Philippe Mousket haar "Fiérehaus van Gent...die heilig leefde en God zeer lang diende te Ruel" (d.i. Bruay).
Behalve in Gent, Bruay en Wambeek zijn er ook aan haar gewijde heiligdommen in Smetlede en Oostkerke. Er ontstond ook een verering voor haar in het Frans-Vlaamse Steenbeke. In oude documenten wordt ze regelmatig ook aangeduid als Sinte Verhilden of Sinte-Veerhilden.
Zij wordt aangeroepen tegen kinderziekten, moeilijke huwelijken en is patrones van Gent. Het Sint-Veerleplein in Gent is naar haar genoemd.

## Attributen
Pharaïldis wordt afgebeeld met een gans aan de voet (mogelijk maakt de gans  als metafoor allusie op de stad of inwoners van Gent (Lat. gandis). Soms heeft ze ook een kapel in de hand als verwijzing naar een kerkstichting. Ook de stenen broden zijn een attribuut.

## Externe links

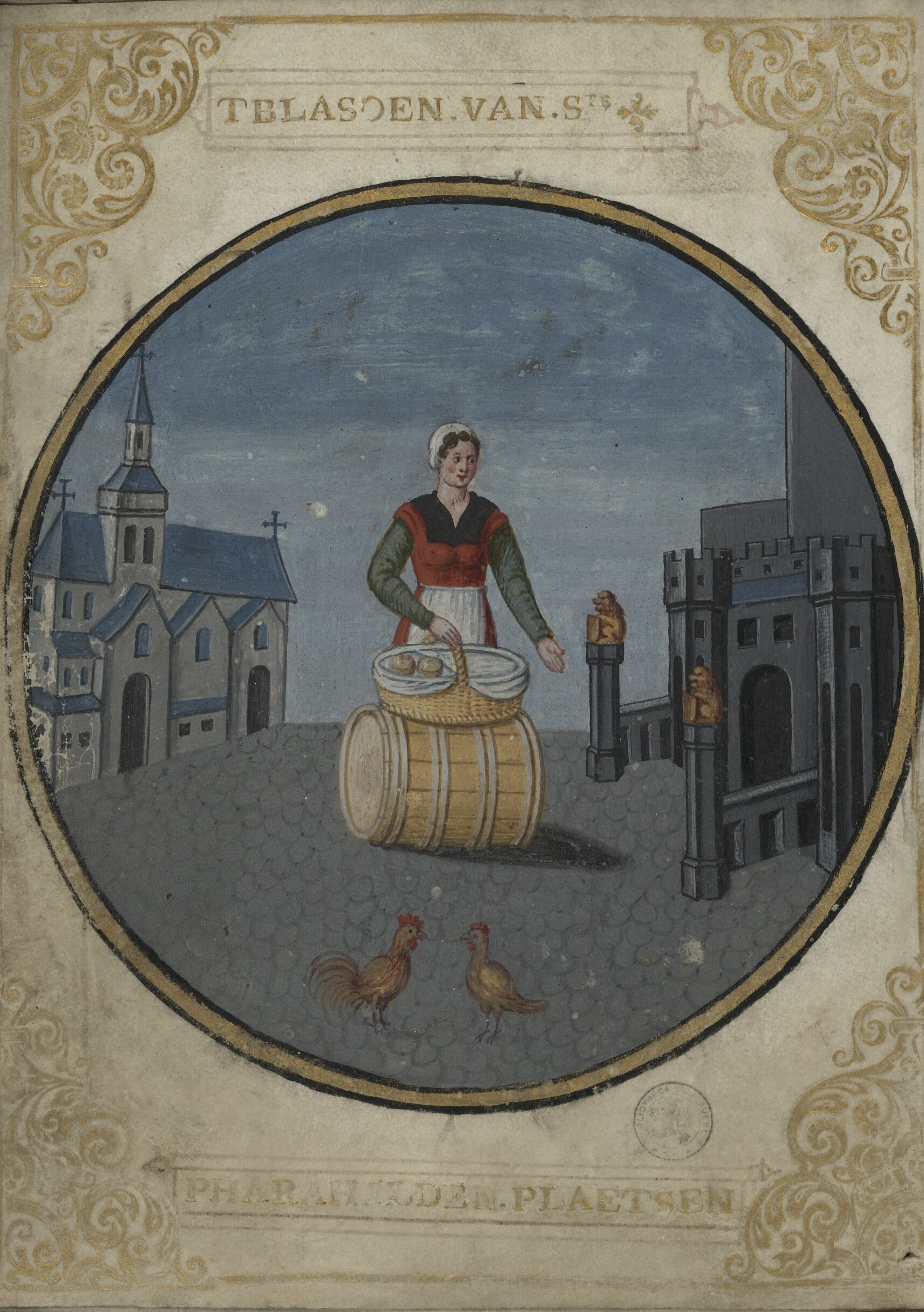
Pharaïldis van Gent, afgebeeld in een ordonnantie voor de buurt van het Veerleplein te Gent, 1624.

## Verder lezen
- Marie Hennette Voordeckers-Declercq, Het ontstaan van de S. Veerle cultus te Gent in: Handelingen der Maatschappij voor Geschiedenis en Oudheidkunde te Gent, 1963
- (fr) Hautcoeur, Édouard, Actes de sainte Pharaïlde, vierge. Lille: Desclée, De Brouwer (1882) – via BNF.